# Dorothee Wong Loi Sing
Dorothee (ook: Dorothy) Wong Loi Sing (Paramaribo, 17 januari 1954) is een Surinaams schrijfster en beeldend kunstenaar.
Dorothee Wong Loi Sing werkte als schrijfster bij het Project Volwassenenalfabetisering van het Surinaamse ministerie van Onderwijs. Ze bracht meer dan vijftien werken in eigen beheer uit, gestencild, gefotokopieerd, in ringbandjes of geniet: poëzie, proza, toneel, zowel voor de jeugd als voor volwassenen. Grootste verspreiding vond haar bundel Zwarte muze, witte creoolse (1983) met gedichten in het Sranan, Engels en Nederlands. Dorothee Wong Loi Sing heeft met verschillende talen en vormen geëxperimemeerd. Ze komt fel op voor de positie van de vrouw, waarbij de afwerking van haar creaties vaak onder het vuur van het schrijven te lijden heeft, bijvoorbeeld in Makuba wordt feministe! (1984). Ze probeert zeker nieuwe wegen in te slaan, volstrekt afwijkend van wat veelal in Suriname gebeurt, zoals het verhaal 'Witmans hel' (uit Nieuwe Surinaamse Verhalen, 1986) laat zien. In 1984 won ze met drie gedichten een prijs in The Black Youth Annual Penmanships Awards te Londen. Na 1991 stopte ze met schrijven. Zij maakt ook veel schilderijen in verschillende technieken.

## Over Dorothee Wong Loi Sing
- Michiel van Kempen, Een geschiedenis van de Surinaamse literatuur. Breda: De Geus, 2003, deel II, pp. 1059–1060.